# Helsinki Shipyard
Helsinki Shipyard (en français : chantier naval d'Helsinki) est une entreprise finlandaise de construction navale basée au chantier naval de Hietalahti à Helsinki en Finlande.

## Histoire
L'entreprise a été fondée en 2019 pour poursuivre les activités de construction navale d'Arctech Helsinki Shipyard (en) en Finlande,,.
L'entreprise était devenue un fardeau financier pour ses propriétaires russes après que l'Union européenne et les États-Unis ont imposé des sanctions économiques à sa société mère, United Shipbuilding Corporation (USC), propriété de l' État russe, en réponse à l'implication russe dans les manifestations au printemps 2014 en Ukraine.
Début 2018, il est signalé qu'USC recherchait un nouveau propriétaire majoritaire pour le chantier naval Arctech d'Helsinki, qui cumulait de lourdes pertes et n'avait pas été en mesure d'attirer de nouvelles commandes depuis 2016. En avril 2019, le gouvernement russe a finalement autorisé la vente du chantier naval,.
La vente des activités de construction navale en Finlande est annoncée le 15 mai 2019. En préparation de la transaction, une nouvelle société de construction navale Helsinki Shipyard est créée pour reprendre les actifs et les opérations d'Arctech Helsinki Shipyard au chantier naval de Hietalahti. Cette société sera vendue à Algador Holdings, une société russe privée détenue par Rishat Bagautdinov et Vladimir Kasyanenko tandis qu'Arctech resterait une filiale de la United Shipbuilding Corporation et poursuivrait ses activités de construction navale en Russie en tant qu'actionnaire de Nevsky Shipyard basée à Saint-Pétersbourg.
Victor Olerskiy, ancien vice-ministre russe des Transports et ancien chef de l'Agence fédérale des transports maritimes et fluviaux (en), est nommé président du conseil d'administration de la nouvelle société,,.

## Commandes
Peu de temps après le changement de propriétaire, les nouveaux propriétaires ont laissé entendre que la première commande de construction navale pour la nouvelle société serait annoncée dans le mois suivant sa fondation. Fin mai 2019, Hufvudstadsbladet a indiqué que le chantier naval avait signé une lettre d'intention pour la construction de deux navires de croisière d'expédition de 150 à 160 passagers à un acheteur dont le nom n'a pas été divulgué. Selon Kommersant, les navires seraient construits pour la compagnie maritime russe Vodohod, qui appartient aux mêmes personnes qui possèdent désormais le chantier naval d'Helsinki.
Le 27 juin 2019, le chantier naval a confirmé une commande de deux navires de croisière de 110 mètres d'une capacité de 148 passagers et 110 membres d'équipage pour Vodohod. Les navires de classe polaire (en) seront livrés en août 2021 et janvier 2022.
Le 28 juin 2019, il a été révélé que le chantier naval d'Helsinki avait également fait une offre pour un nouveau brise-glace de recherche allemand.